# Hansaweg

Auszeichnung seit 2012

Der Hansaweg ist ein 72 Kilometer langer Fernwanderweg, der seit mehr als 80 Jahren die ostwestfälische Stadt Herford – Hansestadt von 1342 bis ins 17. Jahrhundert – mit der niedersächsischen Stadt Hameln – Hansestadt von 1426 bis 1572 – verbindet.

## Verlauf

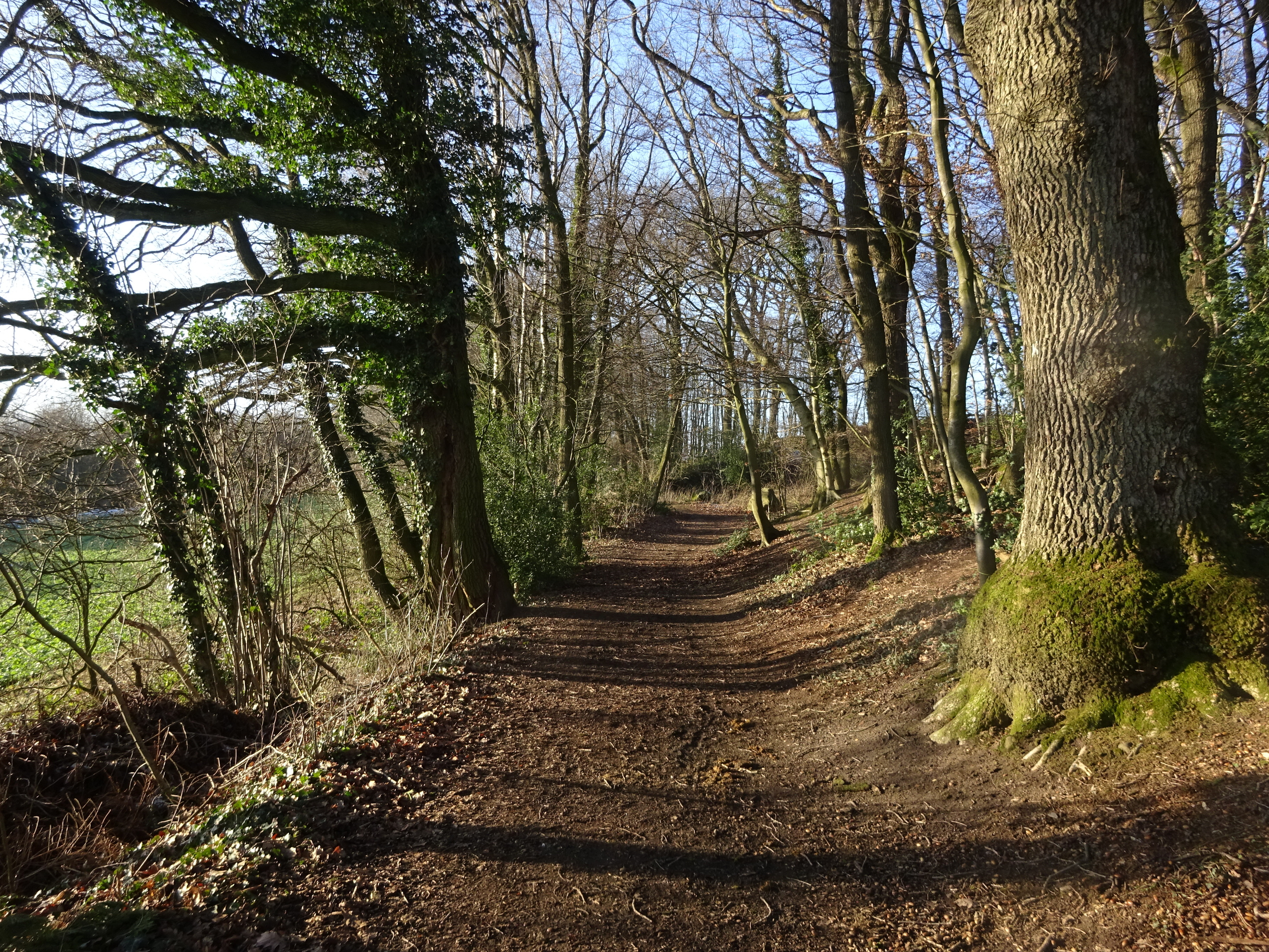
Der Hansaweg bei Wüsten

Am Herforder Bahnhof () beginnend führt der Weg über den Stuckenberg (), vorbei am Herforder Bismarckturm über den Obernberg () zum Bad Salzufler Kurpark. Von dort auf den Vierenberg, vorbei am Bad Salzufler Bismarckturm (), Hollenstein (), Bergkirchen (), Lemgo, Hillentrup () zur Burg Sternberg (). Weiter verläuft er über Bösingfeld (Gemeinde Extertal) und die Hohe Asch () zur Landesgrenze nach Niedersachsen und in die Rattenfängerstadt an der Weser. Das Ziel des Hansawegs ist der Bahnhof Hameln ().
Den Wanderer führt der Weg aus dem Ravensberger Hügelland durch das Lipper Bergland in das Weserbergland. Unterwegs hat er 1635 Höhenmeter hinauf und 1540 Höhenmeter bergab zu bewältigen. Der tiefste Punkt des Weges ist am Herforder Bahnhof (65 m ü. NHN), der Dörenberg bildet mit 393 m ü. NHN den höchsten Punkt.
Zwischen Lemgo und Hameln ist der Hansaweg Teil des Europäischen Fernwanderwegs E1.

### Kennzeichnung

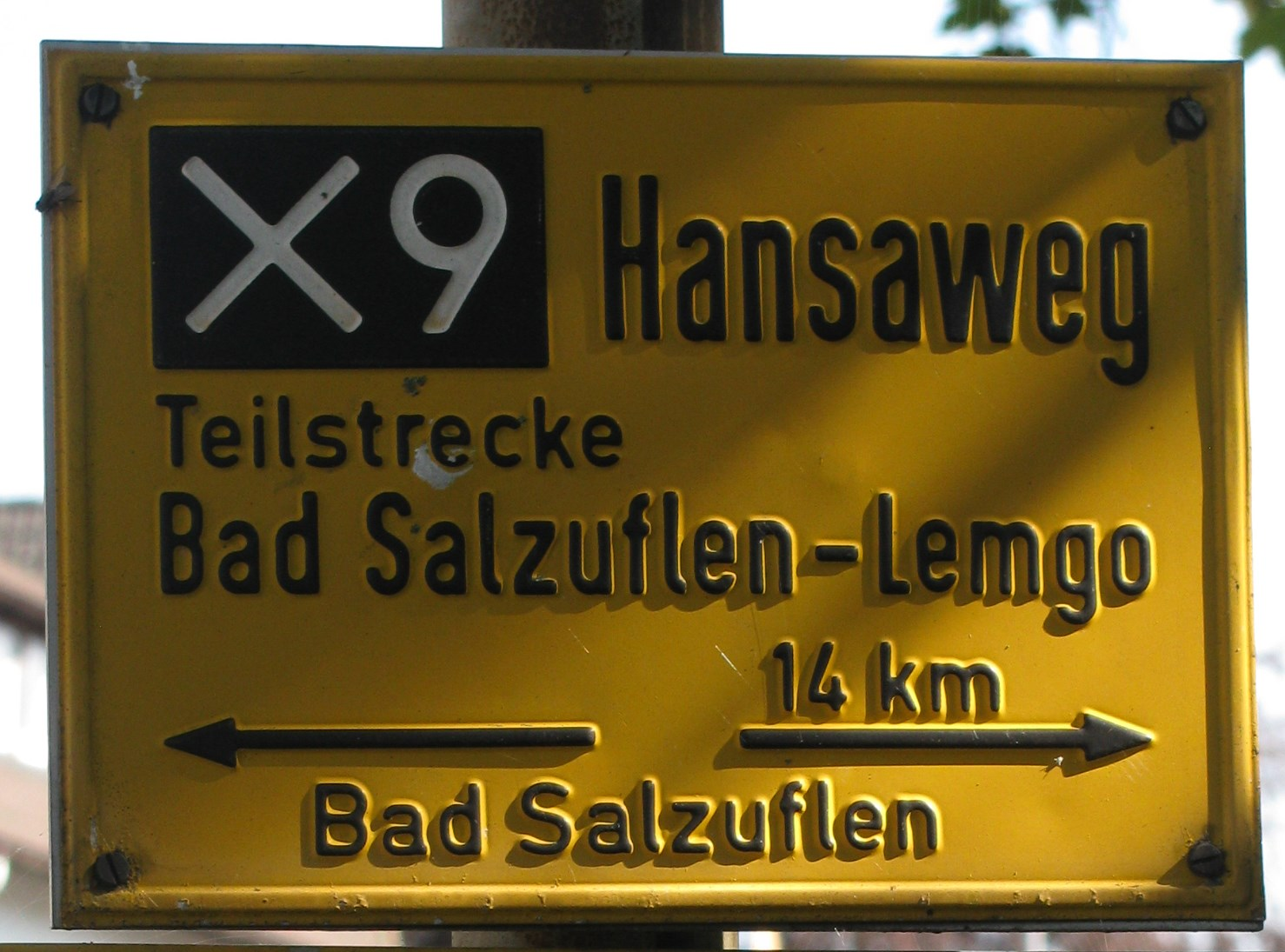
Wegweiser in Bad Salzuflen

Der Hansaweg ist mit der Wegzeichen-Markierung  X 
und – soweit zweckmäßig – mit der Wegnummer „9“ ( X9 ) gekennzeichnet.
Betreut wird der Hansaweg durch die Mitglieder des Teutoburger-Wald-Vereins.

### Übergänge
- In Bad Salzuflen kreuzt der Karl-Bachler-Weg ( X4 ) (Bad Salzuflen → Rehburg-Loccum)
- In Lemgo kreuzen der Runenweg ( X7 ) (Porta Westfalica → Schlangen) und der Cheruskerweg ( X3 ) (Porta Westfalica → Schlangen)
- In Dörentrup und Extertal kreuzt der Burgensteig ( X2 ) (Porta Westfalica → Höxter)
- In Extertal-Bösingfeld kreuzen der Dingelstedtpfad ( X5 ) (Bad Oeynhausen → Polle) und der Dachtelfeldweg ( X12 ) (Extertal-Bösingfeld → Stadthagen)
- In Aerzen kreuzt der Deister-Süntel-Pyrmonter-Weg (Barsinghausen → Bad Pyrmont)
- In Hameln kreuzen der Niedersachsenweg ( X6 ) (Detmold → Hameln), der  X10  (ohne Namen[1], Rinteln → Bodenfelde), der Kasseler Weg ( X18 ) (Hameln → Bad Karlshafen) und der Weserberglandweg ( XW ) (Porta Westfalica → Hann. Münden)

## Auszeichnung
Anfang Februar 2012 erhielt der Hansaweg vom Verband Deutscher Gebirgs- und Wandervereine das Zertifikat Qualitätsweg Wanderbares Deutschland.